# Heidemarie Reineck
Heidemarie Reineck (Alemania, 15 de febrero de 1952) es una nadadora alemana retirada especializada en pruebas de estilo libre, donde consiguió ser medallista de bronce olímpica en 1968 en los 4 x 100 metros estilos.

## Carrera deportiva
En los Juegos Olímpicos de México 1968 ganó la medalla de bronce en los 4 x 100 metros estilos, con un tiempo de 4:36.4 segundos, tras Estados Unidos (oro) y Australia (plata), siendo sus compañeras de equipo las nadadoras: Angelika Kraus, Uta Frommater y Heike Hustede.